# Taransay
Taransay är en ö i Storbritannien.   Den ligger i kommunen Yttre Hebriderna och riksdelen Skottland, i den nordvästra delen av landet, 800 km nordväst om huvudstaden London. Arean är 15,1 kvadratkilometer.
Terrängen på Taransay är lite kuperad. Öns högsta punkt är 261 meter över havet. Den sträcker sig 5,4 kilometer i nord-sydlig riktning, och 5,9 kilometer i öst-västlig riktning.